# 랭커스터 전쟁
랭커스터 전쟁(Lancastrian War)은 백년전쟁의 제3기로, 1415년-1453년에 해당한다.
1415년 잉글랜드 국왕 헨리 5세가 노르망디를 공격하면서 시작되었다. 1389년 캐롤라인 전쟁이 끝나고 비교적 길었던 휴전기 이후 개전되었다. 헨리 5세가 죽은 뒤 그 동생인 베드퍼드 공작 랭커스터의 존이 잉글랜드군의 최고 전성기를 이끌었고, 잉글랜드 국왕이 파리에서 대관식까지 했다. 그러나 그 시점 이후 잔 다르크, 라 이르 등의 카리스마적 지도자들의 활약으로 프랑스의 역공이 시작되었고 1429년 샤를 7세가 랭스의 노트르담에서 대관식을 가졌다. 1453년 잉글랜드가 보르도를 상실하면서 전쟁이 사실상 끝났다. 이후 잉글랜드 왕가의 유럽 대륙 영지는 칼레밖에 남지 않았는데, 이마저도 1558년 프랑스에 함락된다(칼레 공방전 (1558년)).
1453년의 카스티용 전투가 백년전쟁의 마지막 전투지만, 프랑스와 잉글랜드 양국은 1475년 피퀴그니 조약을 맺을 때까지 공식적으로는 전쟁 상태에 있었다. 잉글랜드 및 그 후신인 브리튼 왕국은 1801년까지 프랑스 왕위를 요구했다.